# 11326 Ладіславшмід
11326 Ладіславшмід (11326 Ladislavschmied) — астероїд головного поясу, відкритий 17 вересня 1995 року.
Тіссеранів параметр щодо Юпітера — 3,476.